# 邵族祖靈祭
邵族祖靈祭（邵語：Tungkariri Lus'an），傳統的邵族信仰為祖靈信仰，也就是相信，人死後，透過某種儀式機制成為祖靈的一種過程，而祖靈則居住在一個稱為ulalaluwan（祖靈籃或公媽籃）圓口四方足的藤編籃子中，裡面擺放著象徵家戶傳承的布與飾品，平時，每戶所屬的ulalaluwan則供奉在家中神桌上的左側或高處，到了邵族人的傳統祭祀活動時，家家戶戶則取出家中的公媽籃拿到祭祀場祭拜。於2015年3月26日經文化部公告登錄為國家重要民俗文化資產。

## 族群介紹
邵族是臺灣十六個原住民當中的一個族群，目前約有將近三百人，住在臺灣中部南投縣魚池鄉的日月潭畔附近，其中以alu（德化社）最多人。目前，德化社的邵族人還繼續維持著邵族傳統的信仰與祭祀活動。

## 祭儀活動
邵族的儀式活動可以分成三個類型，分別是rites de passage（生命儀禮）、calendrical rites（歲時儀式）與unscheduled rites（臨時祭儀），生命儀禮指的是以個人生命歷程為單位的儀式活動，舉凡出生、周歲、成年、結婚、死亡等；歲時儀式是以社群為對象，以一年或者是某個獨特的機制為時序週期，舉辦的各項階段性的儀式活動，譬如開墾、播種、水稻、狩獵與年節等，不過，邵族人所屬的歲時儀式中農曆8月的lus'an（年節）儀式，卻含融著以個人為主體的身分認同儀式，也就是邵族人稱之為當lu tsu（漢音爐主）的產生，社群內農曆8月的lus'an（年節）期間，才能舉行shmayla（牽田）活動。因此舉行有shmayla的“大套”或沒有shmayla的“小套”活動以那年是否有人要當lu tsu（爐主）而定。有健全雙在的夫婦要當 lu tsu，整個社群則舉行“大套”的儀式活動，時間維持近一個月，所有的儀式歌謠均不受禁忌。反之，如果當年沒有人願意當lu tsu，lus'an儀式則只進行三天，舉行“小套”活動，而“大套”的歌謠則仍屬禁忌的範疇，不能演唱，所以lu tsu的產生與否对祖灵祭有重要影响。
邵族女祭司的族語稱為Shinshii，主要負責邵族的儀式活動，族人習慣以台語的「先生媽」來稱呼，其職責多樣，舉凡婚嫁、喪禮、喬遷及移樹等，皆需要依賴女祭司進行祭儀告知祖靈，須具備以下基本資格：
1. 已婚且丈夫健在。
2. 已有男丁子嗣可繼承祖靈籃。
3. 夫妻須擔任Lus'an(祖靈祭)的主祭。

祖靈祭祭儀名稱：祭儀性杵音、男子傳統技藝較力、除穢祈福、換年祭、逐戶家祭、逐戶飲公酒、祖靈夜祭。